# Джек Раян (телесеріал)
«Джек Раян» (англ. Tom Clancy's Jack Ryan) — американський телесеріал у жанрі шпигунського трилера, створений Карлтоном К'юзом та Гремом Роландом на основі персонажа серії романів Тома Кленсі про Джека Раяна. Перший сезон вийшов на Amazon Video 31 серпня 2018 року. Виконавець ролі Раяна, Джон Кразінські — п'ятий актор, який зіграв Джека Раяна після Алека Болдвіна (1990), Гаррісона Форда (1992, 1994), Бена Аффлека (2002) і Кріса Пайна (2014) в інших фільмах про цього героя.
У жовтні 2019 року, за чотири місяці до офіційної прем'єри, серіал був продовжений на другий сезон. У лютому 2019 року, Amazon повідомив про запуск третього сезону. У грудні 2022 року оголошено про продовження серіалу на четвертий сезон.

## Сюжет
Аналітик ЦРУ Джек Раян звертає увагу на підозрілу серію банківських переказів і починає власне розслідування. Це змушує його залишити роботу в офісі та взяти участь у небезпечній операції у Європі та на Близькому Сході, аби впіймати ісламського екстреміста, який готує атаку на США та її союзників.
Сюжет другого сезону розгортається навколо нелегальних постачань зброї до Венесуели, в ході розслідування з'ясовується, що в справі замішаний президент країни.

## У ролях

### Основний склад серіалу
- Джон Кразінські — Джек Раян[4][5]
- Еббі Корніш — Кеті Мюллер[6] (1 сезон)
- Венделл Пірс — Джеймс Ґрір[7] (1, 2 сезони)
- Алі Суліман[en] — Сулейман (1 сезон)
- Діна Шихабі[en] — Хані (1 сезон)
- Амір Ель-Масрі — Ібрахім (1 сезон)
- Джон Хугенаккер — Матіс (1, 2 сезони)
- Нумі Рапас — Гарі Бауманн (2 сезон)
- Жорді Молья — Ніколас Раєс (2 сезон)
- Франциско Дені — Мігель убаррі (2 сезон)
- Крістіна Уманья — Глорія Бональде (2 сезон)
- Джован Адепо — Маркус Бішоп (2 сезон)
- Майкл Келлі — Майк Новебер (2 сезон)
- Бетті Габріель — Райт (3 сезон)
- Ніна Госс — Алена (3 сезон)

## Український дубляж
- Сергій Бережко — Ґрір
- Любава Грешнова — Райт
- Дмитро Малков — Майк
- Тетяна Вашневська — Алена
- Михайло Пшеничний — Джек Раян

- А також: В'ячеслав Богушевський, Роман Чорний, Валерій Чигляєв, Сергій Дашевський, Олег Драч, Поліна Фролова, Олесь Гімбаржевський, Марта Лопух, Аліса Лоцман, Наталія Гнітій, Наталя Калатай, Венера Ібрагімова, Володимир Маковський, Дмитро Малков, Тетяна Малкова, Артем Мануїлов, Микола Мішин, Остап Негоденко, Олег Оберніхін, Федір Ольховський, Олександр Озолін, Радислав Пономаренко, Дмитро Савьяненко, Ігор Шуб, Наталя Шуб, Роман Скоровський, Роман Солошенко, Олександр Соловнюк, Войцех Урбанський, Тетяна Вашневська, Михайло Войчук, Юлія Волюм, Олексій Юдніков, Андрій Журавський

Серіал дубльовано студією «Hiventy Poland» на замовлення компанії «Prime Video» у 2022 році.
- Перекладачі — Валентина Левицька (сезон 1, серії 1, 2, сезон 2, серії 3, 4, 8), Анна Пащенко (сезон 1, серії 3, 4, сезон 2, серії 5, сезон 3, серії 1, 2), Олег Колесніков (сезон 1, серії 5, 6, сезон 2, серії 6, сезон 3, серії 3, 4), Сергій Ковальчук (сезон 1, серії 7, 8, сезон 3, серії 5, 6), Ірина Кодьман (сезон 2, серії 1, 2, 7, сезон 3, серії 7, 8)
- Режисер дубляжу — Wojciech Urbański
- Супервізор дубляжу — Postmodern
- Звукорежисер міксу — Łukasz Fober
- Менеджер проєкту — Magdalena Muszyńska

## Епізоди

### Сезон 1 (2018)
| № серії | Назва серії                                | Режисер(и)      | Сценарист(и)                   | Оригінальна дата виходу |
| ------- | ------------------------------------------ | --------------- | ------------------------------ | ----------------------- |
| 1       | «Пілот» «Pilot»                            | Мортен Тільдум  | Карлтон Кьюз та Грем Роланд    | 31 серпня 2018          |
| 2       | «Зв'язок із Францією» «French Connection»  | Деніель Сакхайм | Карлтон Кьюз та Грем Роланд    | 31 серпня 2018          |
| 3       | «22 чорне» «Black 22»                      | Патрісія Рігген | Карлтон Кьюз та Грем Роланд    | 31 серпня 2018          |
| 4       | «Вовк» «The Wolf»                          | Деніель Сакхайм | Карлтон Кьюз та Грем Роланд    | 31 серпня 2018          |
| 5       | «Кінець шляхетності» «End of Honor»        | Патрісія Рігген | Стівен Кроніш та Дар'я Полатін | 31 серпня 2018          |
| 6       | «Джерела та способи» «Sources and Methods» | Карлтон Кьюз    | Патрік Ейсон та Енні Якобсен   | 31 серпня 2018          |
| 7       | «Хлопчик» «The Boy»                        | Патрісія Рігген | Назрін Чадхурі та Нолан Дюнбар | 31 серпня 2018          |
| 8       | «На все воля Аллах» «Inshallah»            | Деніель Сакхайм | Карлтон Кьюз та Грем Роланд    | 31 серпня 2018          |

### Сезон 2 (2019)
| № серії | Назва серії                                | Режисер(и)      | Сценарист(и)                     | Оригінальна дата виходу |
| ------- | ------------------------------------------ | --------------- | -------------------------------- | ----------------------- |
| 1       | «Вантаж» «Cargo»                           | Філ Абрахам     | Карлтон Кьюз та Грем Роланд      | 31 жовтня 2019          |
| 2       | «Третій варіант» «Tertia Optio»            | Філ Абрахам     | Вінс Каландра та Дар'я Полатіна  | 31 жовтня 2019          |
| 3       | «Оріноко» «Orinoco»                        | Ендрю Бернштейн | Девид Граціано та Ені Якобсен    | 31 жовтня 2019          |
| 4       | «Одягнутий для вбивства» «Dressed to Kill» | Ендрю Бернштейн | Грем Роланд та Нолан Данбар      | 31 жовтня 2019          |
| 5       | «Блакитне золото» «Blue Gold»              | Денні Гордон    | Вінс Каландра та Енні Якобсен    | 31 жовтня 2019          |
| 6       | «Персона нон-грата» «Persona Non Grata»    | Денні Гордон    | Девід Граціано та Дар'я Полатіна | 31 жовтня 2019          |
| 7       | «Бог та Федерація» «Dios y Federación»     | Денні Гордон    | Грем Роланд та Карлтон Кьюз      | 31 жовтня 2019          |
| 8       | «Сильна людина» «Strongman»                | Ендрю Бернштейн | Грем Роланд та Карлтон Кьюз      | 31 жовтня 2019          |

### Сезон 3 (2022)
| № серії | Назва серії                                  | Режисер(и)                      | Сценарист(и)           | Оригінальна дата виходу |
| ------- | -------------------------------------------- | ------------------------------- | ---------------------- | ----------------------- |
| 1       | «Сокіл» «Falcon»                             | Ян Тернер                       | Вонн Уілмотт           | 21 грудня 2022          |
| 2       | «Старі привиди» «Old Haunts»                 | Ян Тернер                       | Емі Берг               | 21 грудня 2022          |
| 3       | «Біг із вовками» «Running with Wolves»       | Ян Тернер                       | Дженніфер Кеннеді      | 21 грудня 2022          |
| 4       | «Зберігач нашої смерті» «Our Death's Keeper» | Ян Тернер                       | Даріо Скардапане       | 21 грудня 2022          |
| 5       | «Друзі та вороги» «Druz'ya I Vragi»          | Кевин Дайлінг                   | Марк Хелсі та Емі Берг | 21 грудня 2022          |
| 6       | «Привиди» «Ghosts»                           | Кевін Даулінг та Девід Петрарка | Емі Берг               | 21 грудня 2022          |
| 7       | «Московські правила» «Moscow Rules»          | Кевін Даулінг та Девід Петрарка | Даріо Скардапане       | 21 грудня 2022          |
| 8       | «Зірка на стіні» «Star on the Wall»          | Ян Тернер                       | Вон Уілмотт            | 21 грудня 2022          |

## Продакшн

### Розробка
22 вересня 2015 року було оголошено, що новий телевізійний проєкт Paramount Television «Джек Раян» перебуває в розробці продюсера серіалу «Загублені» Карлтона К'юза та письменника Грема Роланда. Новий серіал був описаний у виданні Deadline як «новий сучасний підхід до персонажа, у якому за основу взято роман». Paramount TV об'єднався з продюсерською компанією Майкла Бея Platinum Dunes для створення проєкту, а також із Skydance Media. Через тиждень після закінчення торгів між декількома телевізійними мережами 29 вересня 2015 року було оголошено, що Amazon Video придбали права на серіал.
У січні 2017 року було оголошено, що Мортен Тильдум зніме пілотний епізод, а Деніел Сакхайм — кілька епізодів першого сезону.

### Зйомки
«Джек Раян» знімався в декількох місцях. 10 травня 2017 року Кразінські був помічений на зйомках у Вашингтоні, округ Колумбія. Протягом наступних кількох днів телесеріал також знімався в Меріленді, штат Вірджинія, Квебеку та Марокко. А у червні 2017 року в Парижі та Монтрей.
У першому сезоні можна бачити близько 1000 візуальних ефектів, в тому числі бомбардування у пілотному епізоді.
Другий сезон почали знімати влітку 2018 року в Європі, Південній Америці та США. Деякі локації були зняті в Боготі, яке видавали за Венесуелу, Лондоні, Москві, Нью-Йорку.